# Thierry Aartsen
Alfons Adrianus (Thierry) Aartsen (Breda, 19 december 1989) is een Nederlands politicus namens de Volkspartij voor Vrijheid en Democratie (VVD). Sinds 19 juni 2025 is hij staatssecretaris van Infrastructuur en Waterstaat (Openbaar Vervoer en Milieu). Eerder was hij Tweede Kamerlid van 2018 tot en met 2025, en gemeenteraadslid in Breda van 2010 tot 2018.

## Biografie
Aartsen volgde de havo-opleiding aan het Newmancollege in Breda. Daarna studeerde hij Europese Studies aan de Haagse Hogeschool in Den Haag, waar hij een bachelor behaalde.
Aartsen was vanaf 2013 als accountmanager werkzaam bij FME-CWM en de Task Force Health Care. Kort voor zijn aantreden als Tweede Kamerlid werkte hij als politiek adviseur voor de Rotterdamse locoburgemeester Bert Wijbenga.
In 2010 werd Aartsen gekozen tot lid van de gemeenteraad van Breda; in 2014 en 2018 werd hij herkozen. Hij was van 2015 tot 2018 ook voorzitter van de VVD-fractie in de raad. Tijdens de gemeenteraadsverkiezingen van 2018 was hij lijsttrekker van zijn partij, die toen een forse overwinning behaalde en 11 zetels in de raad behaalde.
Bij de Tweede Kamerverkiezingen in 2017 stond Aartsen op plaats 46 van de kandidatenlijst van de VVD, wat niet voldoende was om gekozen te worden. Op 13 september 2018 werd hij alsnog geïnstalleerd als lid van de Tweede Kamer als opvolger van Jeanine Hennis-Plasschaert. Bij zijn aantreden ontstond ophef over een aantal tweets die Aartsen een aantal jaren eerder had gepost. Hij bood zijn excuses aan voor een Twitterbericht waarin hij mensen die voor de trein sprongen gebrek aan creativiteit verweet. Aartsen was woordvoerder MKB, ondernemers en familiebedrijven voor de VVD in de Kamer en voerde het woord over de corona-steunpakketten voor ondernemers. 
Bij de Tweede Kamerverkiezingen van 2021 stond Aartsen op plek 11 van de kandidatenlijst, waarmee hij de hoogste stijger was. Naast het Tweede Kamerlidmaatschap was Aartsen actief als lid van de comité van aanbeveling van het Kielegats Carnavals Museum.
Op 19 juni 2025 werd Aartsen benoemd als staatssecretaris op het ministerie van Infrastructuur en Waterstaat, met als portefeuille Openbaar Vervoer en Milieu. Hij was de opvolger van Chris Jansen, die was afgetreden toen de PVV zijn steun aan het kabinet-Schoof introk.
- Parlement.com: vkrnco44nino